# Louis Rasquinet
Louis Rasquinet (Liegi, 16 settembre 1870 – Liegi, 9 giugno 1936) è stato un ciclista su strada e pistard belga.

## Carriera
Dopo aver vinto il campionato belga dilettanti, si aggiudicò un'edizione del Giro di Anversa nel 1893, ed è noto soprattutto per aver partecipato alle prime tre edizioni della Liegi-Bastogne-Liegi nel 1892, 1893 e 1894, concluse rispettivamente al terzo, al quinto e al secondo posto.
Ottenne diverse vittorie e piazzamenti nelle corse dell'epoca eroica del ciclismo, tra cui la Ans-Oerle-Ans del 1895.

## Palmarès (parziale)
- 1893

Giro di Anversa

## Piazzamenti

### Classiche monumento
- Liegi-Bastogne-Liegi

1892: 3º
1892: 5º
1892: 2º